# 오리온 (대한민국의 기업)
오리온(영어: Orion Corp.)은 대한민국의 제과 회사다. 또한 오리온은 오리온홀딩스의 계열사 및 주력 회사며, 오리온 초코파이로 유명하다. 오리온은 1934년 4월 13일에 설립되었으며, 오리온의 본사는 서울특별시 용산구 백범로 90다길 13(문배동)에 위치에 있다.

## 연혁
- 1981년 3월 13일 : 日本 유명 식품업체인 모리나가제과社 기술제휴로 생산된 밀크카라멜 출시
- 1994년 11월 3일 : 동양제과 청주공장 완공 (위치 : 충청북도 청주시 흥덕구 봉명동)
- 2003년 4월 30일 : 동양제과 서울공장 패쇄 및 주택건설사업계획 승인 (서울 용산구 생산공장 시대는 막을 내리고 일부 생산설비은 전북 익산공장으로 이전을 하였다.)
- 2017년 6월 1일 : 제조사업부문을 ㈜오리온으로 분할하고 지주회사 ㈜오리온홀딩스로 상호를 변경하였다. 최근에는 코레일유통과 고속도로 휴게소에서 많이 판매하고 있다.
- 2018년 7월 18일 : 오리온과 농협 합작회사 오리온농협 밀양공장 준공 (위치 : 경상남도 밀양시 점필재로)
- 2021년 4월 21일 :진천군과 MOU 체결하였음, 오리온이 4600억 규모 투자을 해 안건을 승인되었다.
- 2024년 7월 1일 :오리온 진천 신공장 건설 승인(위치 : 충청북도 진천군 이월면 진천 테크노폴리스 산업단지)
- 2025년 7월 17일 :수협중앙회와 손을 잡고 김공장 합작법인 설립

## 판매 상품

### 스낵
- 꼬북칩, 포카칩, 스윙칩, 섬섬옥수수, 오징어 땅콩, 오! 감자
- 태양의맛! 썬, 도도한 나쵸, 대단한 나쵸, 치킨팝, 땅콩강정, 눈을감자, 감자엔 소스닷, 고로케땅콩, 감자산맥

### 초콜릿
- 초코파이 情, 초코송이
- 핫브레이크, 새알, 생크림파이, 투유 미니

### 케이크
- 후레쉬 베리, 오뜨

### 비스킷
- 고래밥, 왕고래밥, 촉촉한 초코칩, 초코칩 쿠키, 예감, 미쯔
- 통크, 까메오, 고소미, 쿠쉬쿠쉬, 다이제, 다이제 초코

### 껌
- 와우 껌, 생 후라보노
- 더 자일리톨 껌

### 캔디 및 젤리
- 오리온 카라멜, 바이오 캔디, 송이젤리, 젤리데이 비타민C 젤리
- 아이셔
- 비틀즈
- 마이구미, 왕꿈틀이
- 젤리밥

### 음료
- 제주용암수

### 단종
- 베이직

## 사건사고

### 오리온 이천공장 설비 시설 화재
2016년 1월 30일 오후 6시 20분경에 오리온 이천공장에서 과자 굽는 기계설비가 과열로 추정이 된 화재가 발생되었지만, 이천공장 직원 20명이 대피를 하였고, 공장건물 4개동 만 제곱미터에 모두 소실이 되었다. 31일 새벽 0시 20분에 6시간만에 화재 불이 잡혔있었다.

## 같이 보기
- 오리온홀딩스